# Карл-Гайнц Вендт
Карл-Гайнц Вендт (нім. Karl-Heinz Wendt; 22 лютого 1920, Штеттін — 20 лютого 1945, Кельтське море) — німецький офіцер-підводник, оберлейтенант-цур-зее крігсмаріне.

## Біографія
1 жовтня 1938 року вступив на флот. З травня 1940 року — кадетський офіцер на важкому крейсері «Адмірал Гіппер». В березні 1943 року переданий в розпорядження спецштабі Ернста Шойрлена. З 9 травня по 23 жовтня 1943 року пройшов курс підводника, з 24 жовтня по 1 грудня — курс кермування, з 2 грудня 1943 по 6 лютого 1944 року — курс командира підводного човна, після чого був направлений на будівництво підводного човна U-1276. З 6 квітня 1944 року — командир U-1276. 28 січня 1945 року вийшов у свій перший і останній похід. 20 лютого 1945 року потопив британський корвет «Вервейн» водотоннажністю 925 тонн з конвою HX-337; 60 з 96 членів екіпажу загинули. Того ж дня U-1276 був потоплений у Кельтському морі, південніше Вотерфорду (51°48′ пн. ш. 07°07′ зх. д.) глибинними бомбами британського шлюпу «Аметист» з того ж конвою. Всі 49 членів екіпажу загинули.

## Звання
- Кандидат в офіцери (1 жовтня 1938)
- Морський кадет (1 липня 1939)
- Фенріх-цур-зее (1 грудня 1939)
- Оберфенріх-цур-зее (1 серпня 1940)
- Лейтенант-цур-зее (1 квітня 1941)
- Оберлейтенант-цур-зее (1 квітня 1943)

## Нагороди
- Залізний хрест
  - 2-го класу (16 січня 1941)
  - 1-го класу (лютий 1943)
- Нагрудний знак флоту (лютий 1943)